# Arrondissement di Nantes
L'arrondissement di Nantes è una suddivisione amministrativa francese, situata nel dipartimento della Loira Atlantica e nella regione dei Paesi della Loira.

## Composizione
L'arrondissement di Nantes raggruppa 82 comuni in 29 cantoni:
- cantone di Aigrefeuille-sur-Maine
- cantone di Bouaye
- cantone di Carquefou
- cantone di La Chapelle-sur-Erdre
- cantone di Clisson
- cantone di Legé
- cantone di Le Loroux-Bottereau
- cantone di Machecoul
- cantoni di Nantes, numerati da 1 a 11
- cantone di Orvault
- cantone di Le Pellerin
- cantone di Rezé
- cantone di Saint-Étienne-de-Montluc
- cantone di Saint-Herblain-Est
- cantone di Saint-Herblain-Ovest-Indre
- cantone di Saint-Philbert-de-Grand-Lieu
- cantone di Vallet
- cantone di Vertou
- cantone di Vertou-Vignoble